# Mémoire (écrit)
Pour les articles homonymes, voir Mémoire.
Ne doit pas être confondu avec Mémoires.
Un mémoire est un document permettant d'exposer son opinion concernant un sujet donné en s'appuyant logiquement sur une série de faits pour en arriver à une recommandation ou une conclusion.

## Histoire

### Mémoire jusqu'auXVIIIesiècle
Le mot est apparu au cours du XIIe siècle. À l'époque, il signifie simplement qu'on écrit un texte explicatif, qui va exposer une idée. Progressivement, et surtout à l'époque moderne, le terme mémoire devient synonyme d'écrit argumentatif, qui sert une idée. C'est ainsi que Vauban écrit des mémoires à Louis XIV sur les fortifications, tels que le Mémoire pour servir d'instruction dans la conduite des sièges et dans la défense des places, par M. le maréchal de Vauban, présenté au Roi en 1704 , que les querelles religieuses du temps se règlent par la publication de nombreux mémoires.

### Évolution du mémoire auXIXesiècle
Au cours du XIXe siècle, le mémoire prend un sens qui se rapproche du sens actuel : il perd son caractère polémique et devient un texte scientifique, ou qui se veut tel, afin d'exposer un fait, un principe ou une idée. Le mémoire est alors de plus en plus court, il sert à éclairer le lecteur sur un point précis, par exemple sur un sujet qui devrait être traité par l'administration ou par les politiques.
Il n'est toujours pas question à l'époque de donner un sens universitaire à ce mot. Tout écrit universitaire est alors une thèse.

## Mémoire universitaire
Le développement du sens universitaire de ce mot a lieu au cours du XXe siècle. Les études universitaires sont alors déclinées en un deuxième cycle universitaire. Le travail à fournir pour le diplôme, s'il est une recherche originale, ne peut prendre le nom de thèse car l'étudiant n'invente généralement pas un concept ou une théorie nouvelle à ce niveau. Le terme de mémoire est alors couramment employé, puisqu'il répond bien au sujet : exposer un fait, une recherche, dans un format relativement réduit.[réf. nécessaire]
La poursuite de l'apprentissage du travail de la recherche implique pour les étudiants en deuxième cycle la rédaction d'un second mémoire. Celui-ci permet l'initiation à la recherche. 
Il est, lui aussi, d'un format assez réduit et expose les outils qui le prépareront éventuellement au doctorat. Pour un M2 en sciences sociales ou en littérature, le mémoire comprend la description des sources, la bibliographie nécessaire, l'exposé de la problématique et la réponse dans le thème défini par l'étudiant et un ou deux essais de chapitres rédigés, qui montrent comment la problématique, les sources et la bibliographie peuvent conduire à un véritable travail de recherche originale. La rédaction d'un mémoire de recherche est ainsi un rituel de passage souvent incontournable dans le cursus universitaire classique actuel. Il conclut souvent le second cycle d'études supérieures et marque une rupture avec les précédentes réflexions élaborées lors du premier cycle.[réf. nécessaire] Formateur à bien des égards, et permettant d'ouvrir le champ des possibles, de libérer les énergies, il peut néanmoins être porteur d'inquiétudes pour les individus concernés par celui-ci. 
En revanche, on parle d'une thèse dont l'approbation du sujet, la rédaction (sous la direction d'un directeur de thèse) et la soutenance sont nécessaires pour l'obtention d'un doctorat.
On peut trouver des ouvrages aidant à la compréhension de la démarche de recherche en elle-même (cf. Références bibliographiques en bas de page)
La longueur d’un mémoire de deuxième cycle universitaire peut être variable. Au Québec, un chercheur a observé avec un échantillon de près de 60 000 mémoires publiés entre 2000 et 2020, que leur longueur moyenne était de 127,4 pages et leur longueur médiane, de 119 pages .

### Étapes d'un mémoire de fin d'études
1. Choix du sujet de recherche
2. Formulation de la problématique
3. Construction d’un plan de travail
4. Recherche d’informations pertinentes
5. Rédaction et structuration du projet
6. Relecture et édition du document
7. Préparation de la présentation orale

### Catalogage et conservation
Contrairement aux thèses qui sont obligatoirement cataloguées et conservées à vie depuis 1977, les mémoires sont dispensés de catalogage et de conservation, ce qui veut dire que, en France, chaque établissement universitaire est libre de cataloguer et de conserver comme il veut les mémoires soutenus chez lui. Les rares catalogues de mémoires français sont soit spécialisés par domaine scientifique ou par discipline, soit partiels (leur contenu ne démarre qu'à partir d'une certaine date).